# Xin Zhui

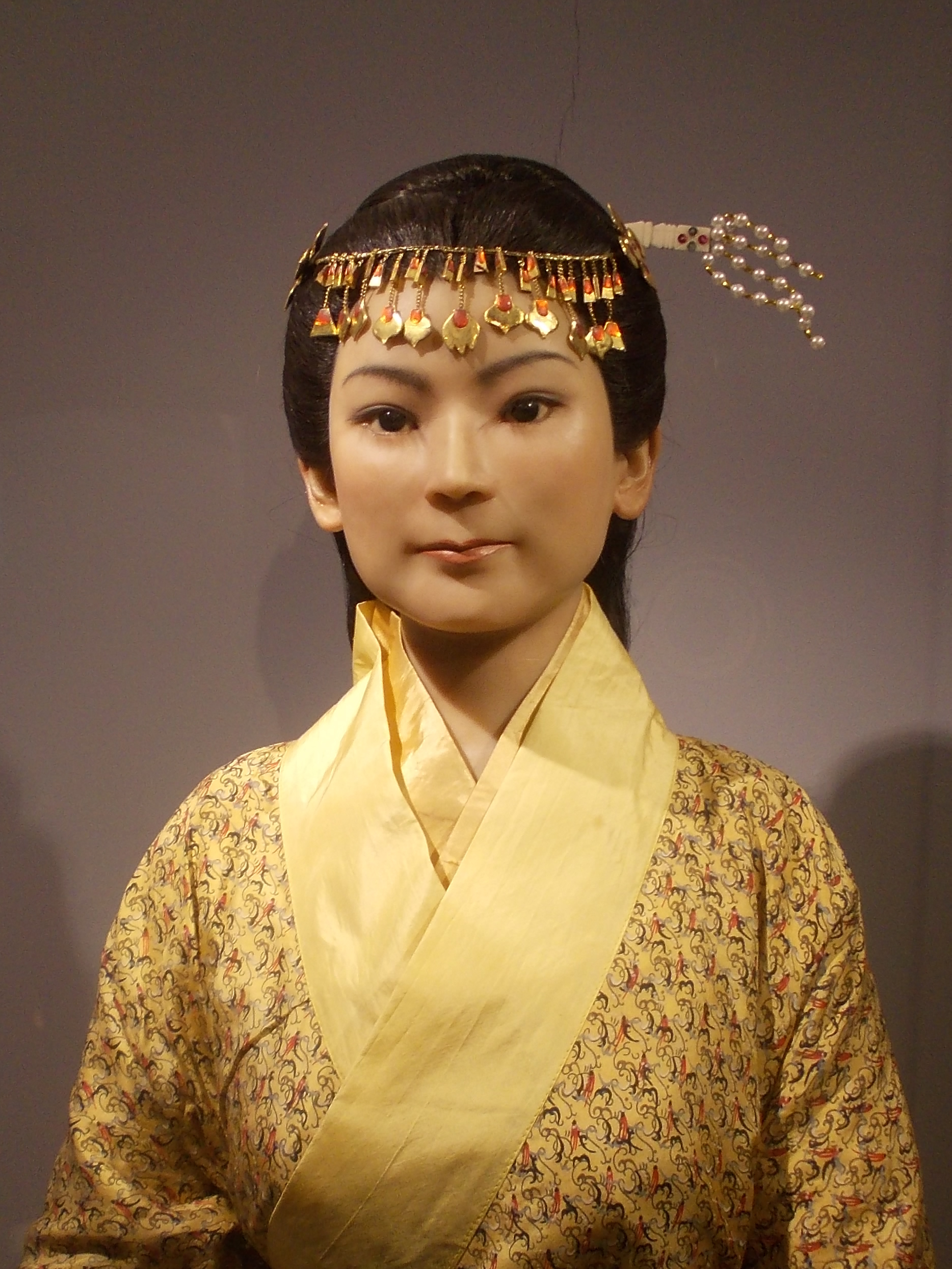
Artistieke reconstructie van Xin Zhui

Xin Zhui (vereenvoudig Chinees: 辛追; † 163 v.Chr.), ook bekend als Vrouwe Dai of  Markiezin van Dai was de vrouw van Li Cang (利蒼), de markies van Dai en kanselier van het koninkrijk Changsha tijdens de Westelijke Han-dynastie in China. Haar graf werd in 1968 ontdekt in de archeologische site Mawangdui te Changsha, in de provincie Hunan in China. Haar gebalsemde lijk bevond zich in een opmerkelijk goede staat. De ontdekkers vonden ook een groot aantal artefacten en documenten, die samen met haar lichaam te bezichtigen zijn in het Provinciaal Museum van Hunan.

## Biografie
Xin Zhui was een vermogend vrouw en had haar eigen muzikanten. Ze bezat een verscheidenheid aan cosmetische producten en het grootste deel van haar kleding was vervaardigd van zijde en andere kostbare textielsoorten.
Xin Zhui leed aan diverse kwalen en had mede hierdoor een voornamelijk zittende levensstijl. Ze had parasitaire aandoeningen, galstenen en een vergroeide ruggengraat. Ook had ze arteriosclerose en een harttrombose, mogelijk als gevolg van een tekort aan beweging. Zhui stierf op ongeveer 50-jarige leeftijd in 168 v.Chr. Ze werd in een grote tombe in Mawangdui begraven, samen met meer dan 1000 voorwerpen, waaronder aardewerk, zijden kleding en wandtapijten en beeldjes van muzikanten en rouwdragers.

## Ontdekking
In 1968 werd een schuilkelder voor een ziekenhuis gegraven in de buurt van Changsha. De arbeiders stootten tegen het graf van Xin Zhui en haar man Li Cang, evenals die van een jongeman die mogelijk hun zoon was. In januari 1972 volgde een grootschalige opgraving. Het lijk van Xin Zhui werd gevonden binnen vier rechthoekige houten kisten, bedekt met lagen houtskool en klei. Het was gewikkeld in twintig lagen kleding, samengebonden met zijden linten, en bedekt met een zijden beschilderde begrafenisdoek van zo'n twee meter lang.
Het lichaam was opmerkelijk goed bewaard gebleven. Het was gebalsemd in een onbekende vloeistof in de kist. De huid was zacht en vochtig en de spieren soepel. Ook de huid, organen en bloedvaten waren nog intact.
Het lichaam en het graf van Xin Zhui worden beschouwd als een van de belangrijkste archeologische ontdekkingen van de 20e eeuw. Het lichaam is een van de best bewaard gebleven menselijke resten die ooit in China zijn ontdekt. Bovendien onthulden de artefacten bij het graf veel informatie over het leven in de Westelijke Han-dynastie.

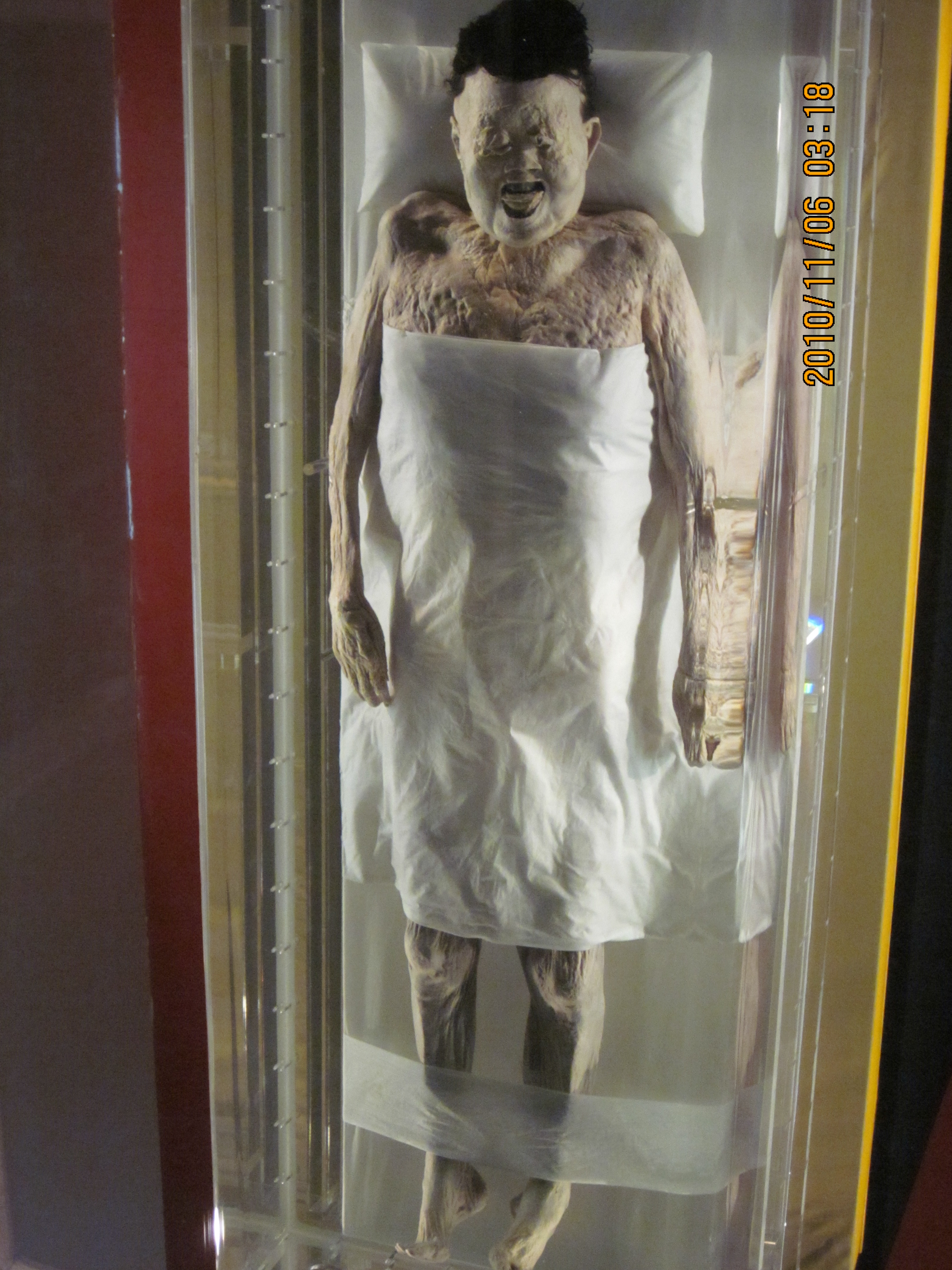
Het gebalsemde lichaam van Xin Zhui
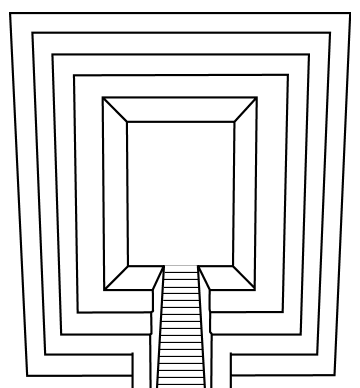
Plattegrond van graf no. 1 waar Xin Zhui's lichaam is gevonden
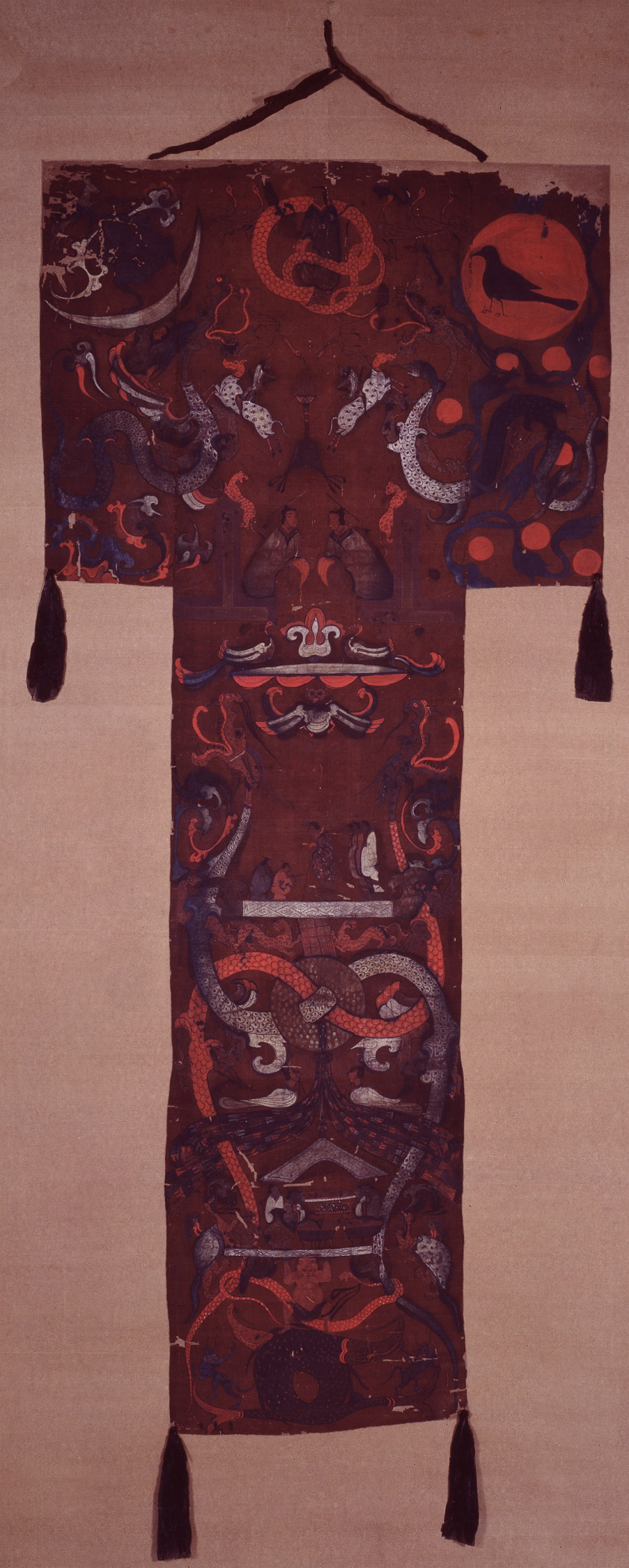
Zijden begrafenisdoek van Xin Zhui